# Dom przysłupowy

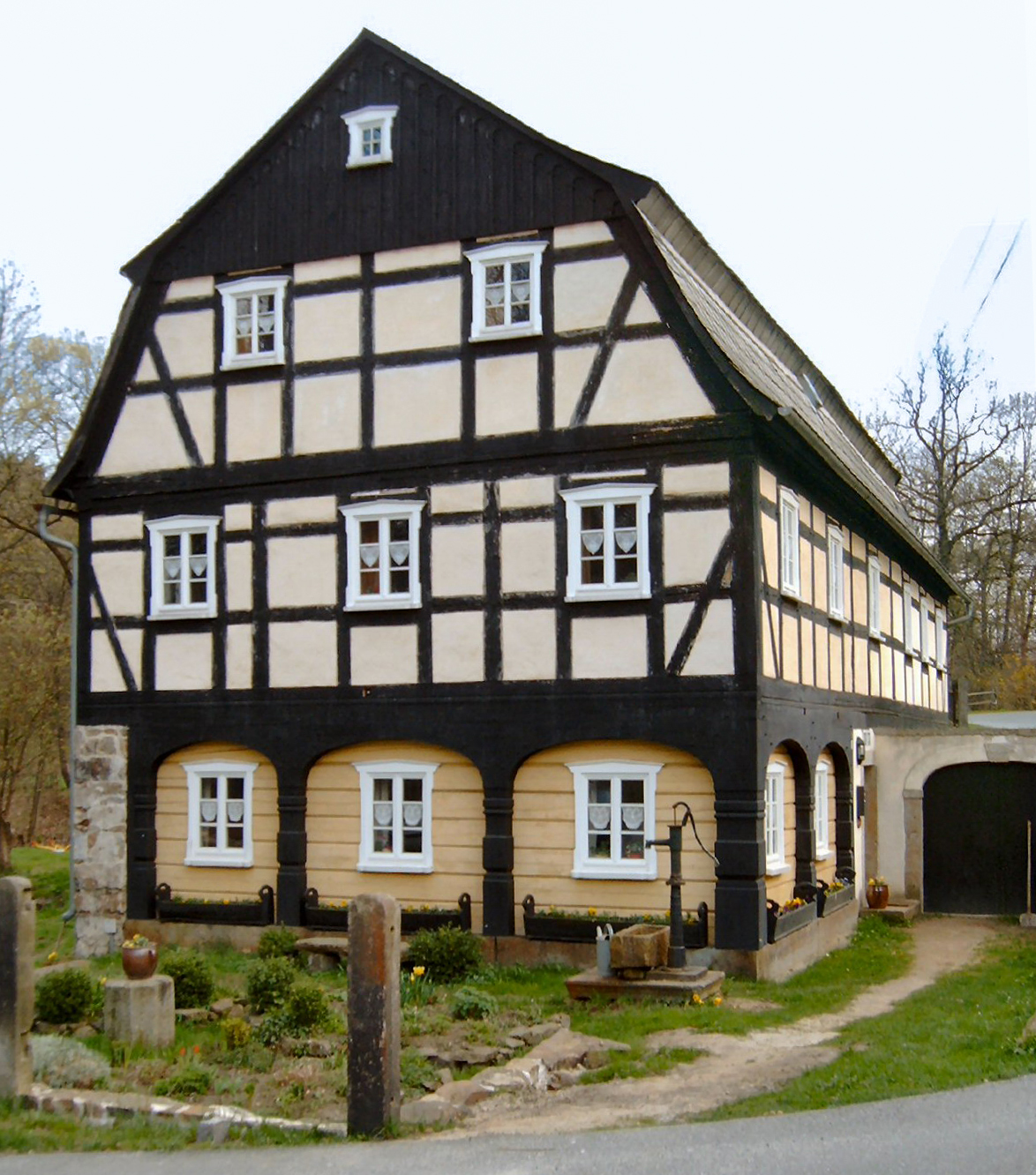
Zabytkowy młyn zbożowy w Schirgiswalde

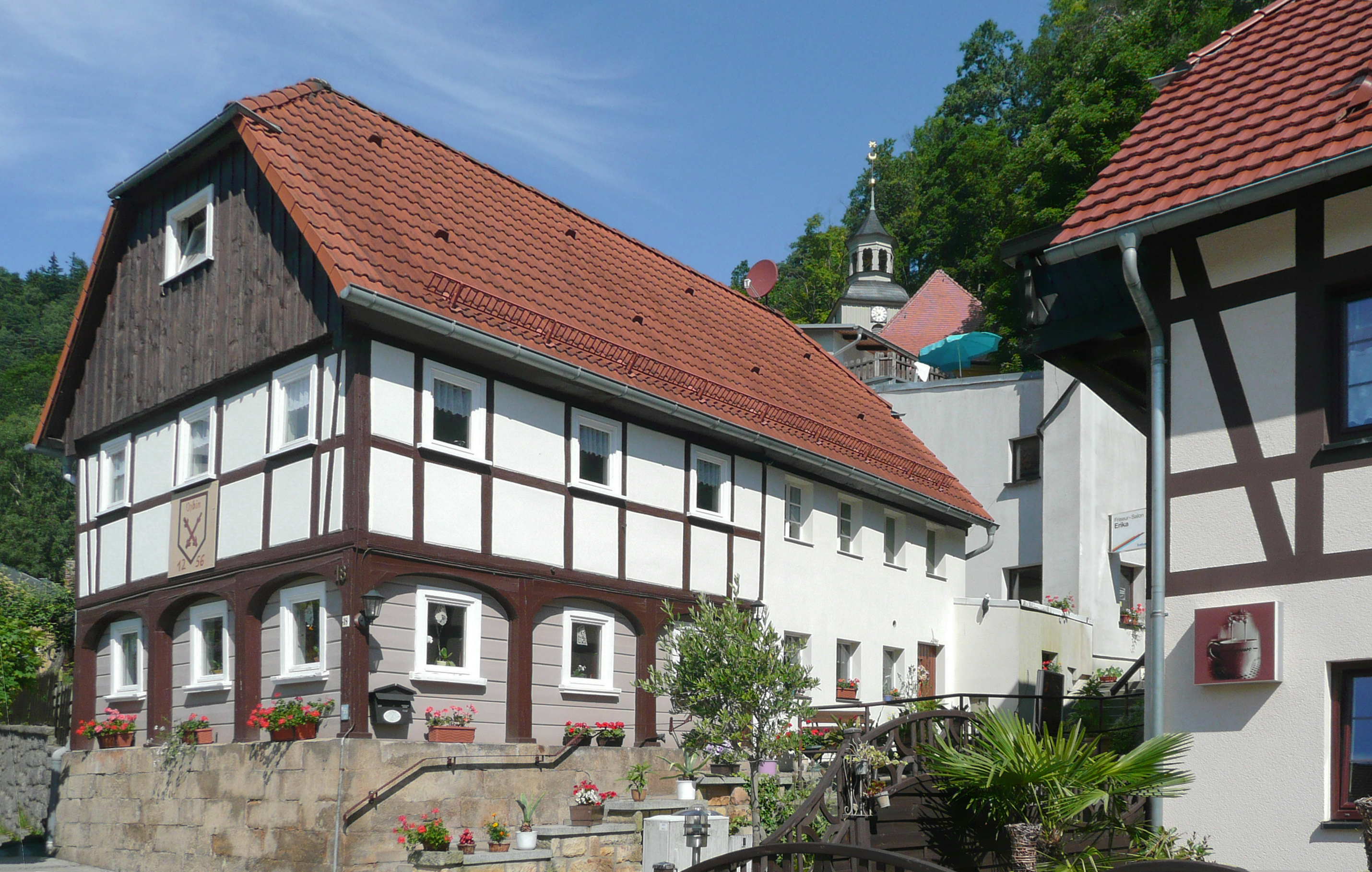
Dom przysłupowy w Oybin

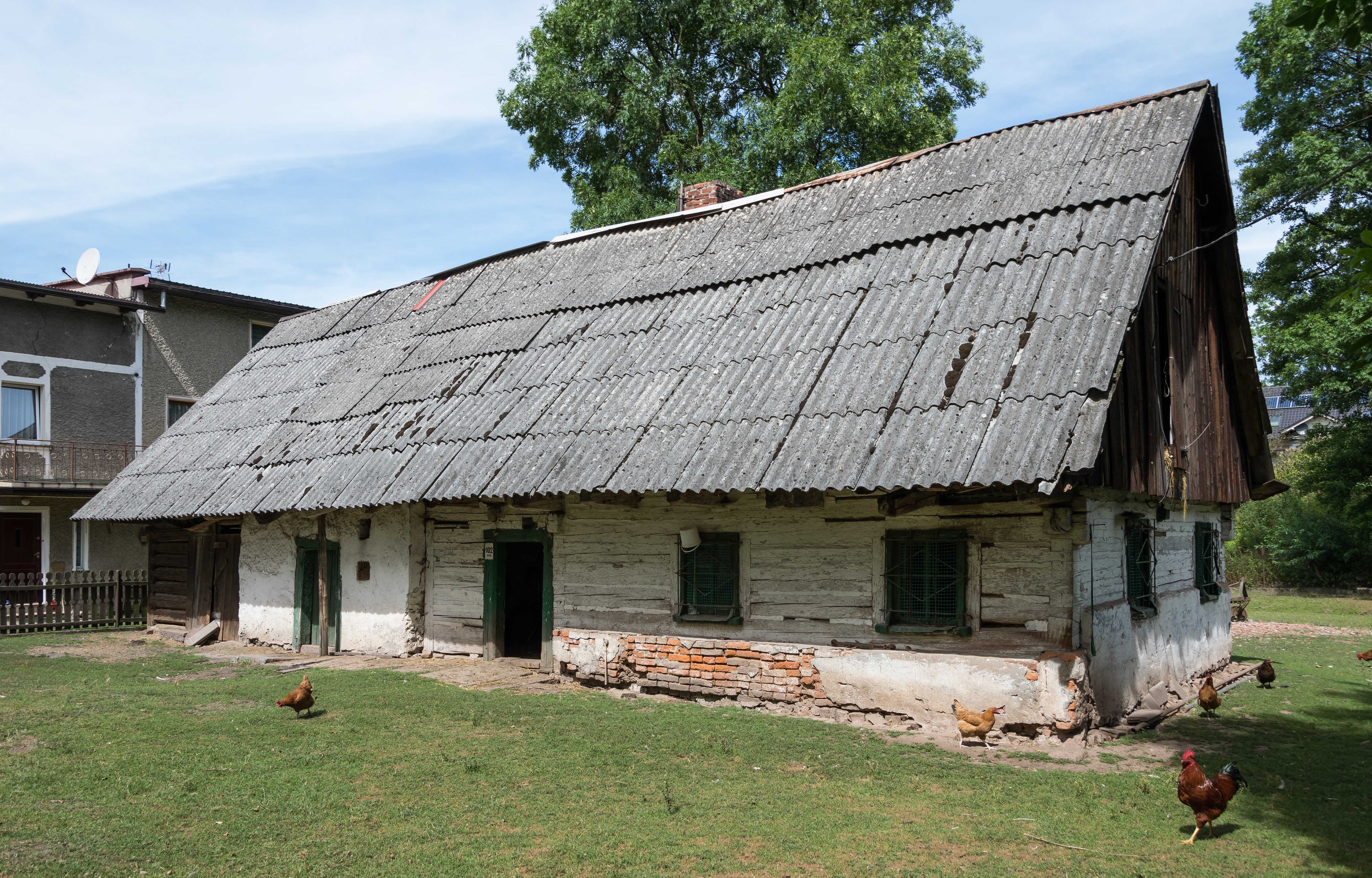
Dom przysłupowy w Kudowie-Zdroju

Dom przysłupowy (dom łużycki, niem. Umgebindehaus, czes. podstávkový dům) – typ budownictwa ludowego występujący na pograniczu Czech, Niemiec i Polski.

## Konstrukcja
Dom przysłupowy jest budynkiem podzielonym na część mieszkalną i gospodarczą najczęściej o dwóch kondygnacjach i dachu dwuspadowym. Zazwyczaj część mieszkalna jest drewniana o konstrukcji zrębowej, zaś część gospodarcza i stajnia oraz sień są murowane. W sieni znajdują się też główny ciąg kominowy i schody prowadzące na piętro. Piętro budowane jest w konstrukcji ryglowej z wypełnieniem szachulcowym z gliny. Konstrukcja nośna w drewnianej części parteru jest zdublowana, co stanowi najbardziej charakterystyczny element wyróżniający ten rodzaj architektury. Część mieszkalna posiada zrębowe ściany, obciążone stropem belkowym, natomiast nie niosą one ciężaru kondygnacji górnych, które spoczywają na zewnętrznych, drewnianych „przysłupach”.
Pojawienie się w konstrukcji przysłupów może wynikać z rozwijającego się w tym regionie tkactwa i faktu, że działalność tę prowadzono na małą skalę w domach rzemieślników. Zlokalizowany w głównej izbie warsztat tkacki wywoływał duże drgania, które budynkowi o zwykłej konstrukcji mogłyby zagrażać.

## Historia
Domy tego typu zaczęły powstawać po raz pierwszy w średniowieczu na terenie Górnych Łużyc jako mieszkania rzemieślników, następnie ten rodzaj budownictwa rozprzestrzenił się na północne Czechy i zachodnią część Dolnego Śląska. W Polsce są dwa skupiska występowania konstrukcji przysłupowej: na Dolnym Śląsku oraz Rzeszowskiem, gdzie zapewne przeniesiona została przez osadników niemieckich i śląskich. Większość zachowanych obiektów pochodzi z XIX wieku, kiedy architektura przysłupowa przeżywała okres rozkwitu; do dziś istnieje prawdopodobnie ok. 17 000 budynków tego typu.
Domy przysłupowe były budowane zarówno przez biedotę, jak i warstwy zamożniejsze, o czym świadczą zachowane domy o bardzo bogatej ornamentyce i zdobieniach ciesielskich i snycerskich.

## Występowanie
Najwięcej domów przysłupowych zachowało się we wschodniej części Saksonii, gdzie zinwentaryzowano ich do tej pory ok. 6200. W Czechach znajduje się ok. 3600 takich obiektów; w Polsce opisano do tej pory ok. 400 tych domów, jednak nie jest to ich pełna lista. Największe w Polsce zbiorowisko budynków przysłupowych położone jest w Bogatyni, gdzie znajduje się ich ok. 200, z czego 85 jest wpisane do rejestru zabytków. Domy budowane o tym sposobie konstrukcji charakterystyczne są również dla tradycyjnej i monumentalnej architektury Rzeszowiaków.
W Polsce, w regionie podkarpackim zachowała się tradycja budowy domów przysłupowych i podcieniowych. Domy przysłupowe najdalej na wschód sięgnęły dorzecza Wiaru.

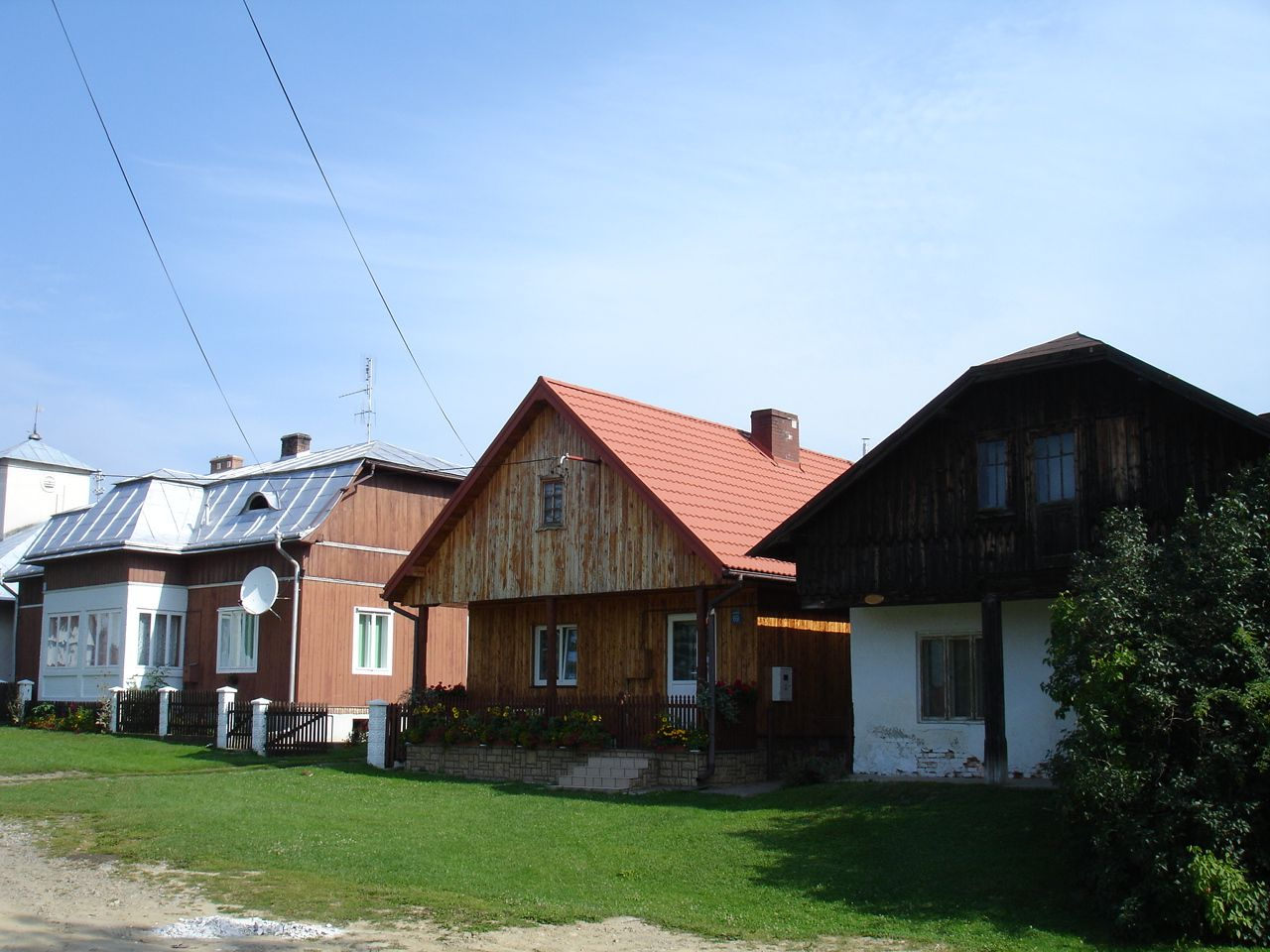
Domy w Jaćmierzu
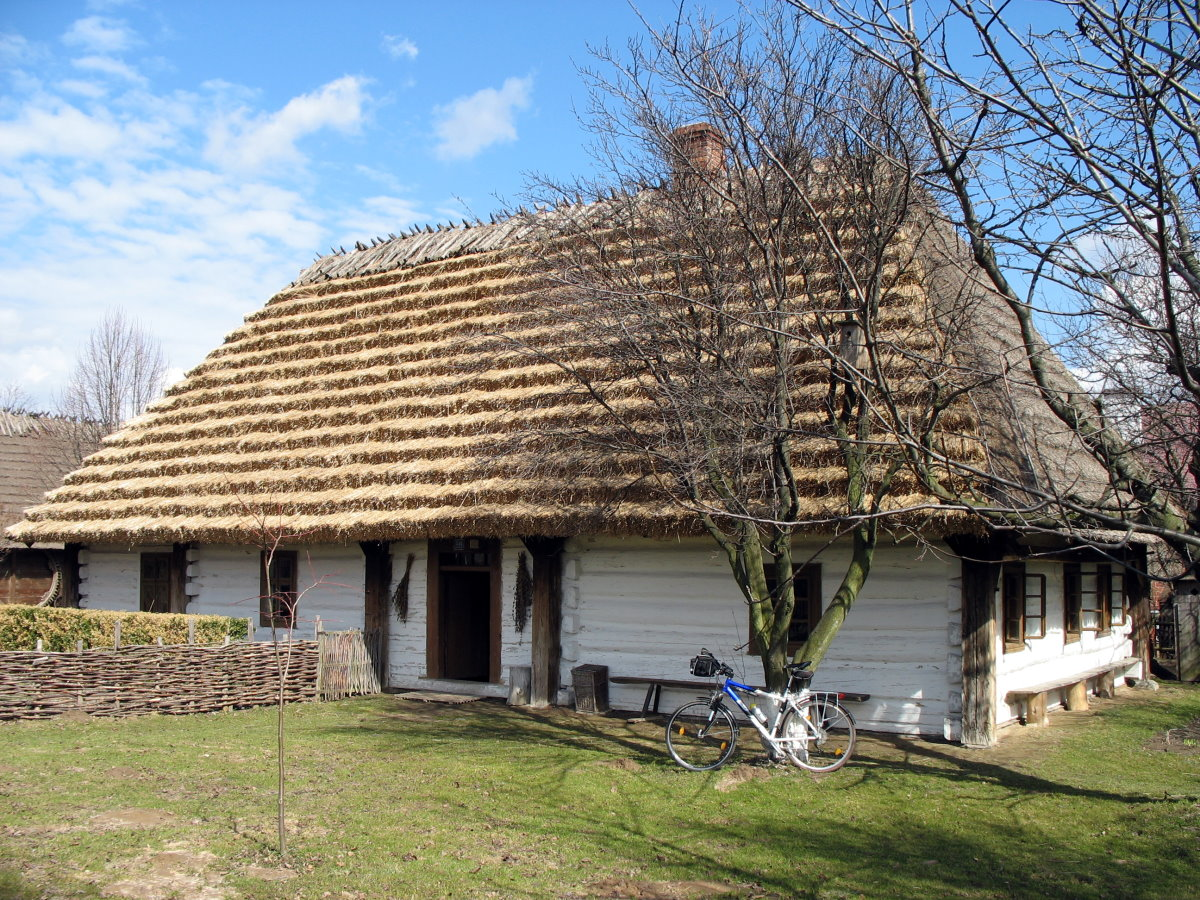
Chata wsi Markowa
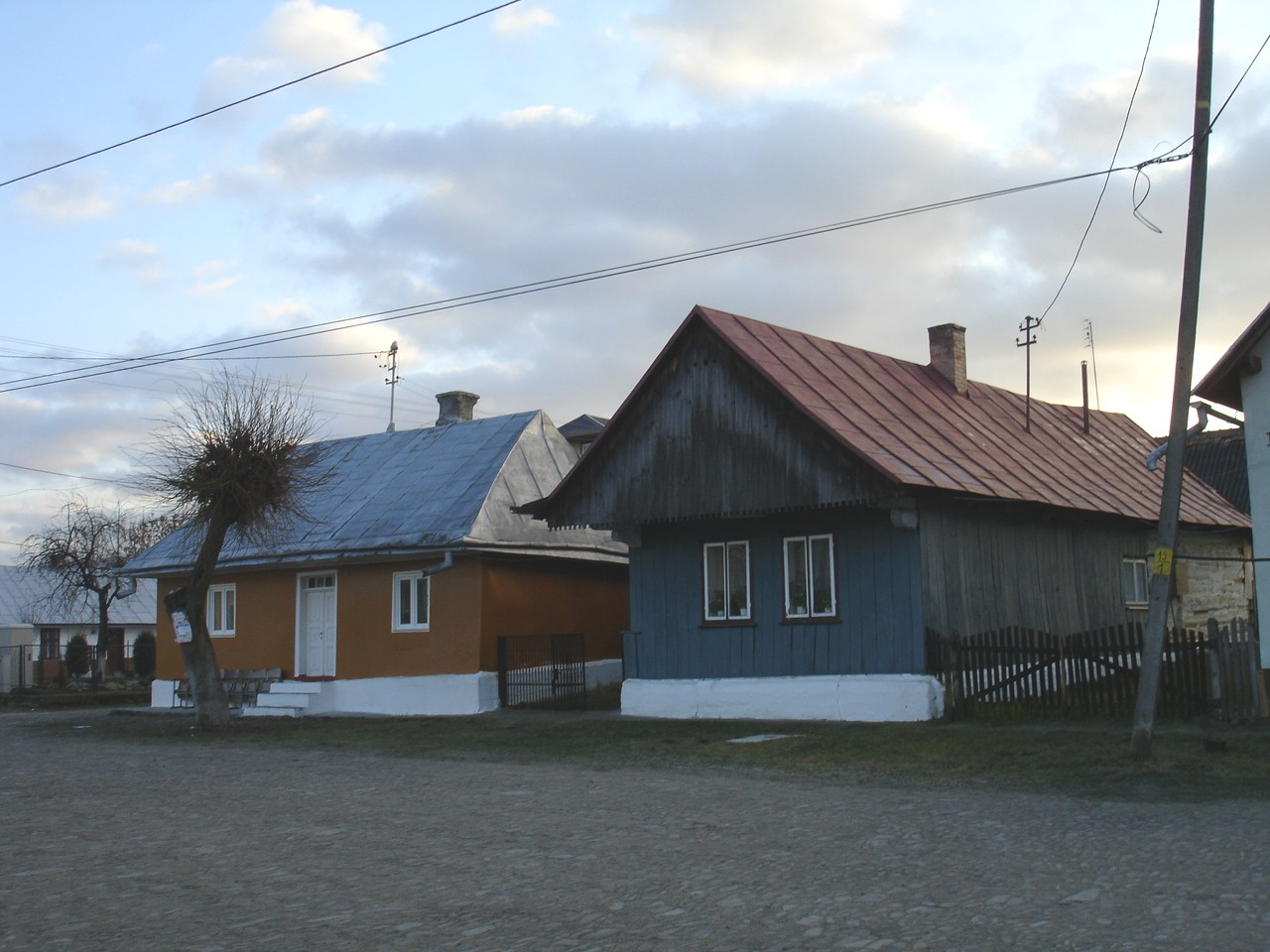
Domy w Mrzygłodzie
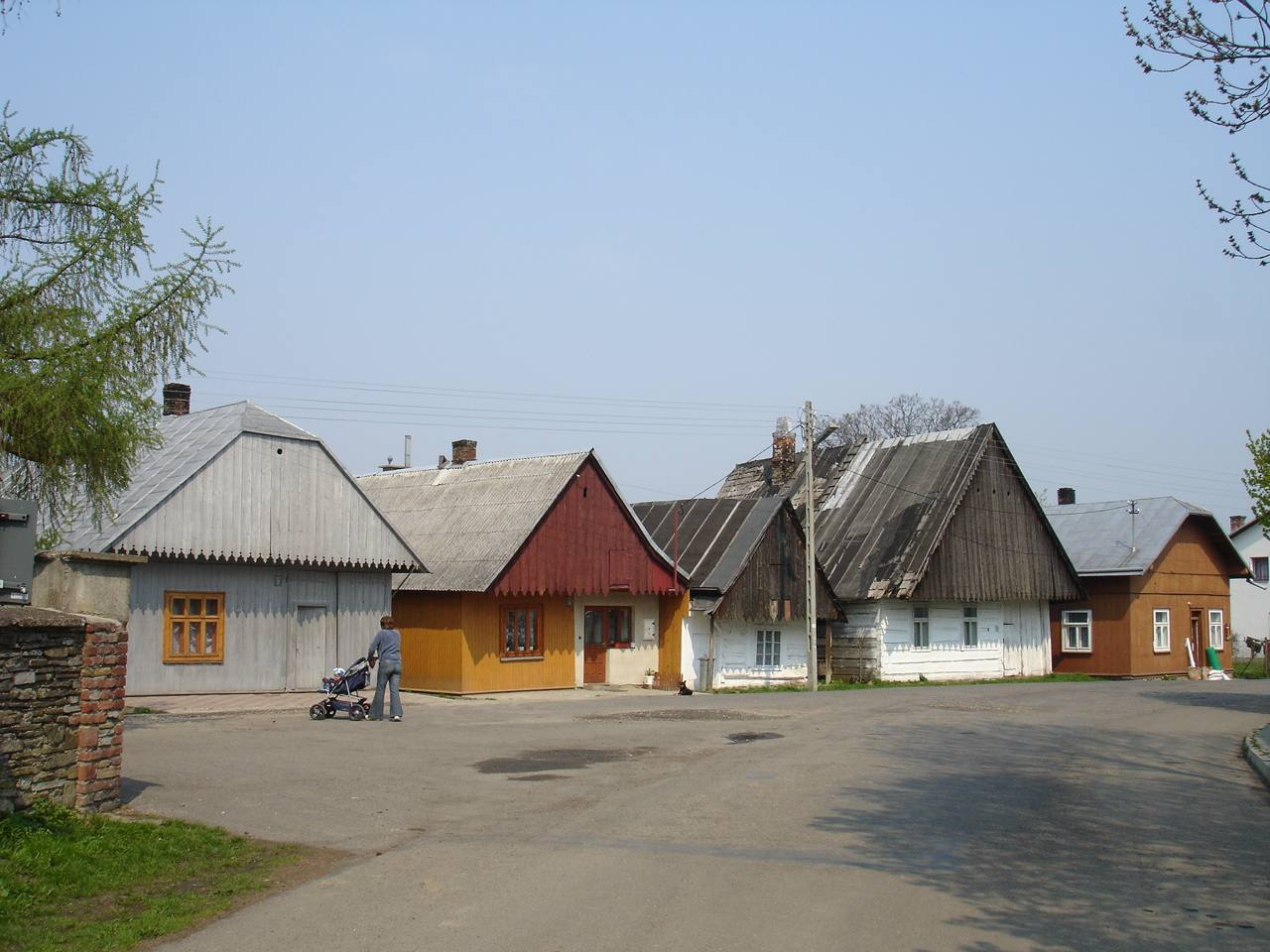
Domy w Jaśliskach
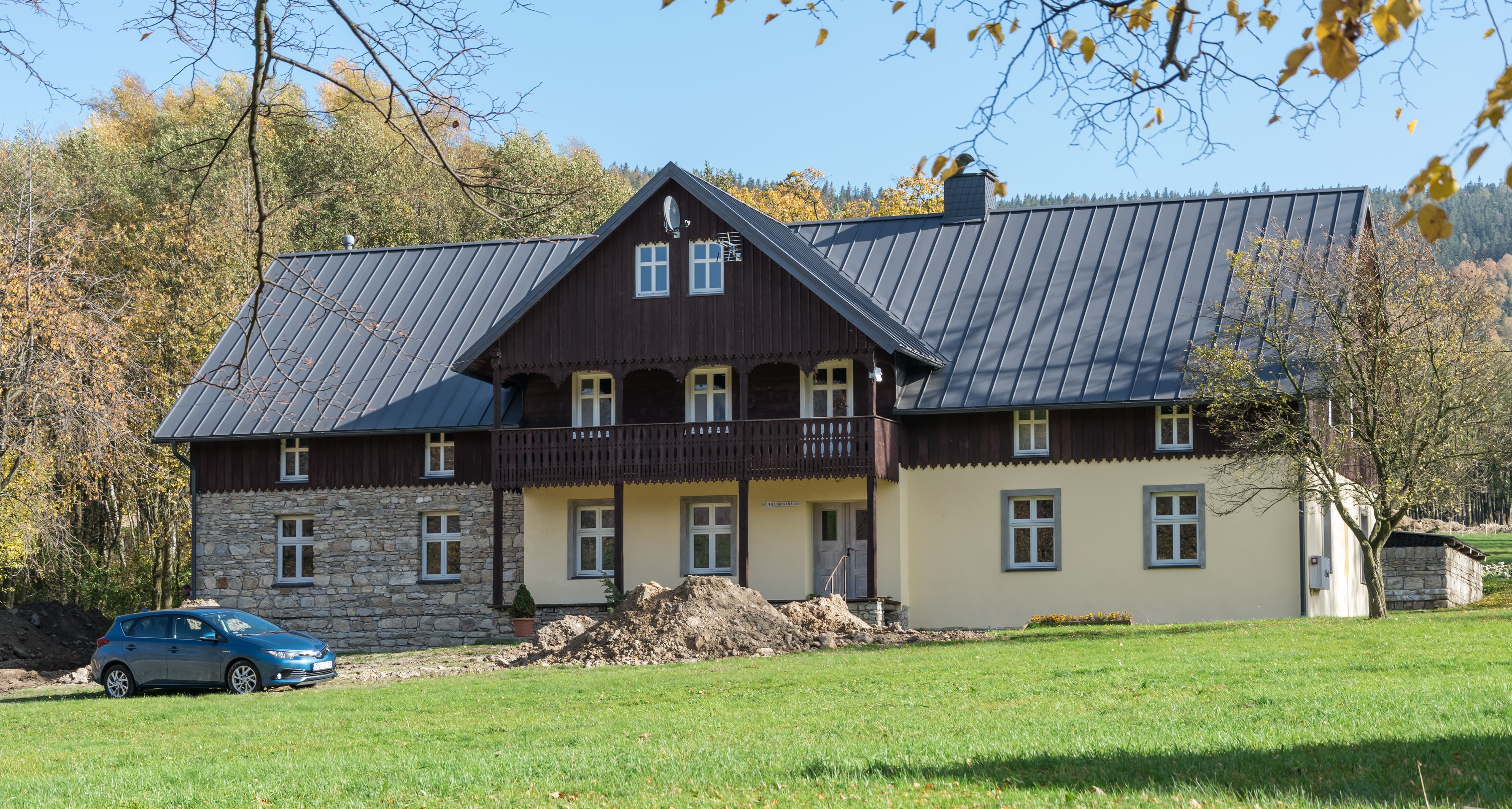
Dom w Starej Morawie
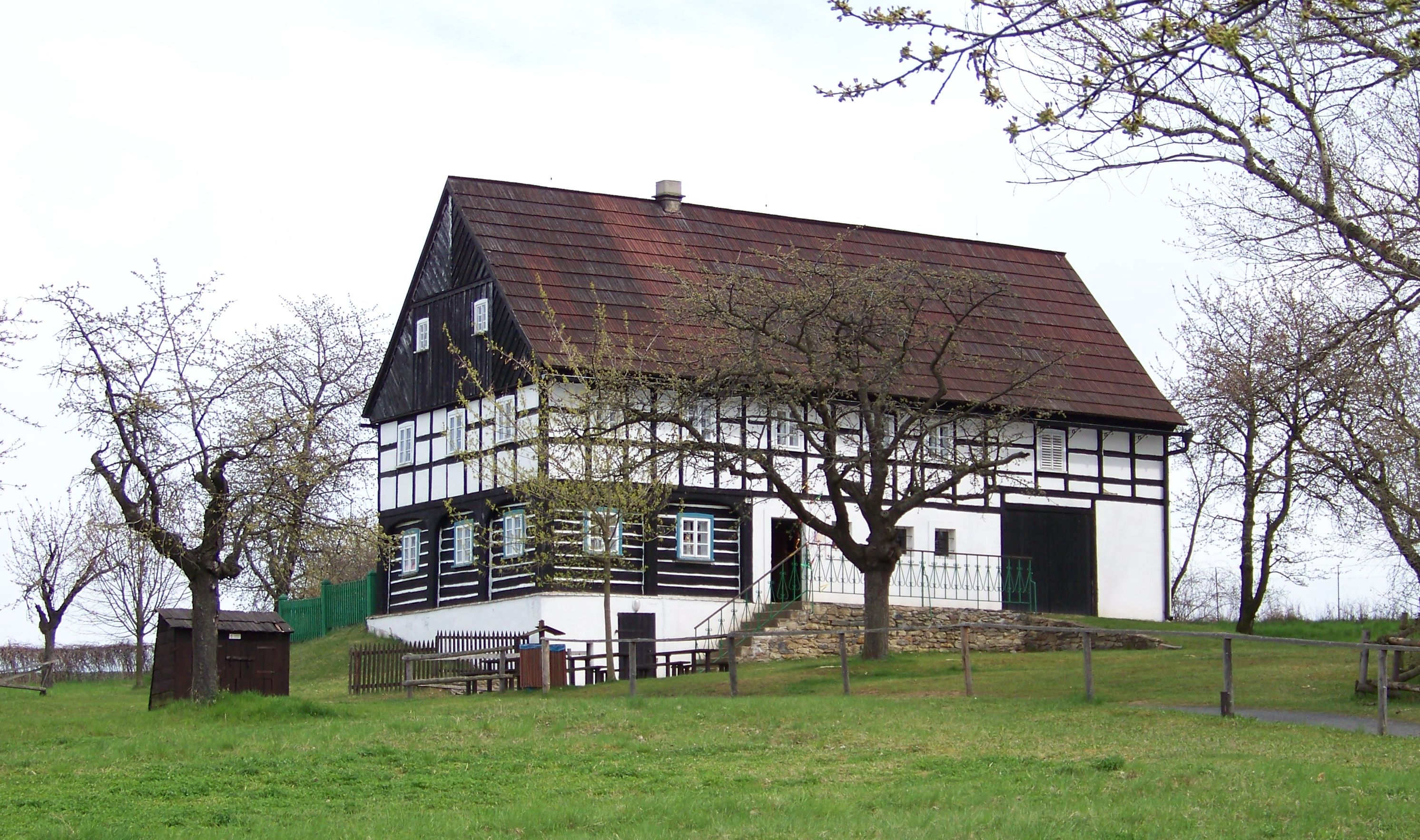
Dom w skansenie w Kourim w Czechach
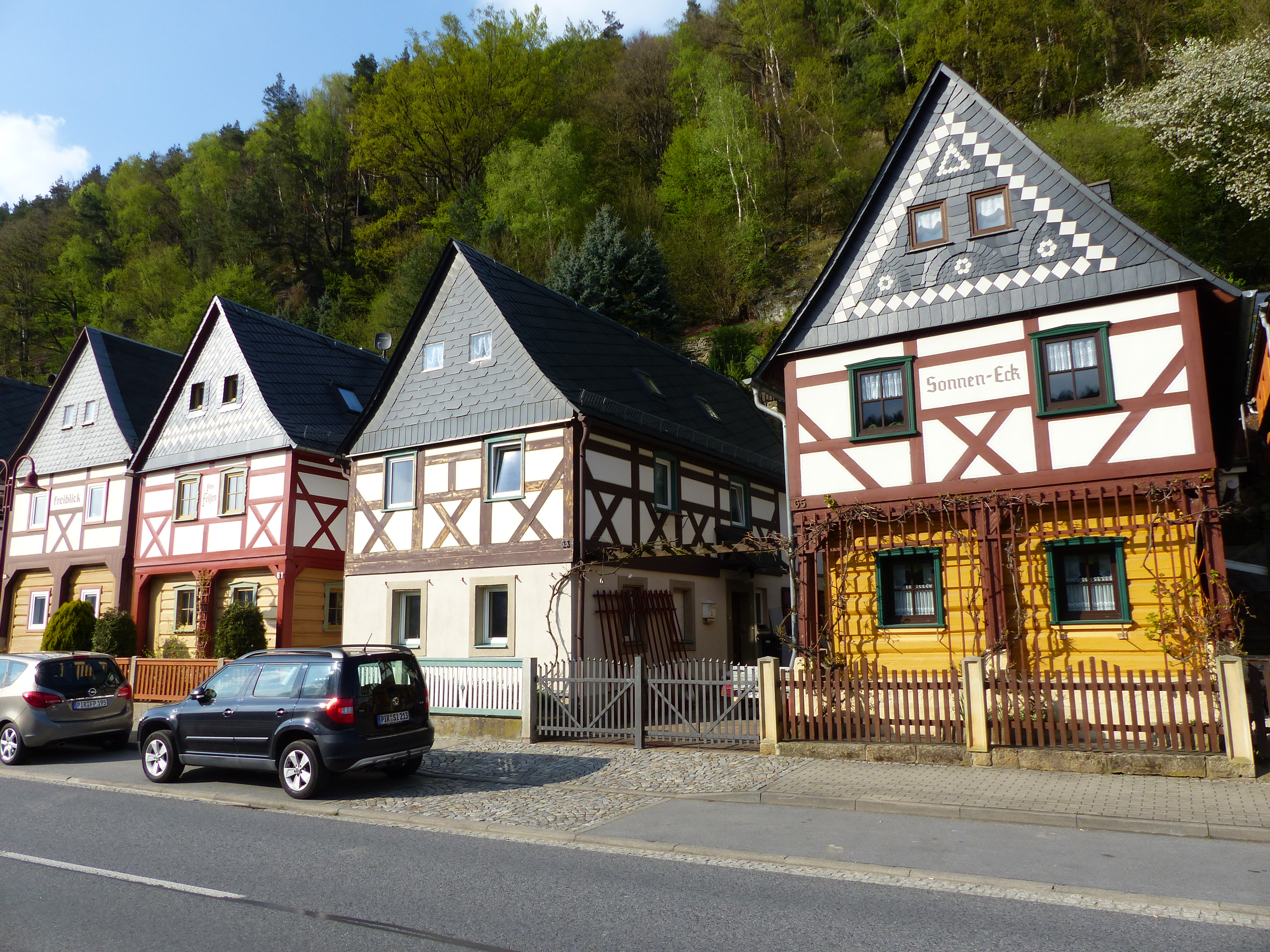
Domy w Bad Schandau
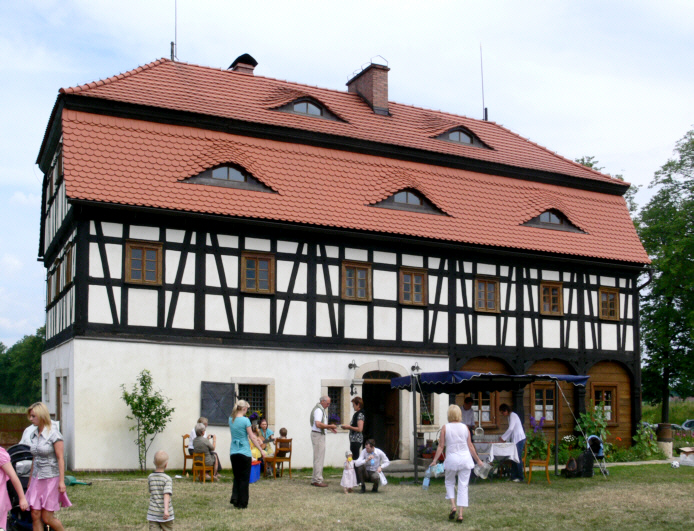
„Dom Kołodzieja” w Zgorzelcu

## Najstarszy dom przysłupowy w Polsce
Najprawdopodobniej najstarszym domem przysłupowym jest dom nr 134 (do 1947 r. nr 3) we wsi Giebułtów (niem. Alt-Gebhardsdorf) w woj. dolnośląskim. Na przełomie 1508/1509 zatrzymał się w nim dominikanin Johann Tetzel, który wsławił się sprzedawaniem odpustów za niepopełnione jeszcze grzechy. Dom potocznie zwany jest (niem.) Tetzelhaus. Powstanie budynku datuje się na drugą połowę XV wieku.

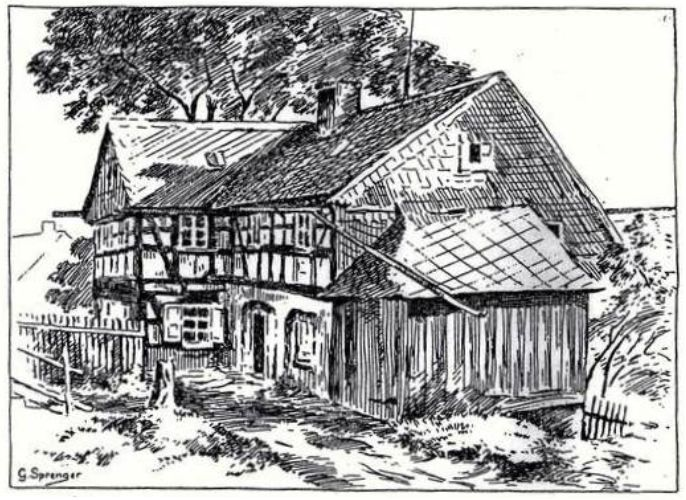
Rycina Hansa Lutscha (k. XIX w.)
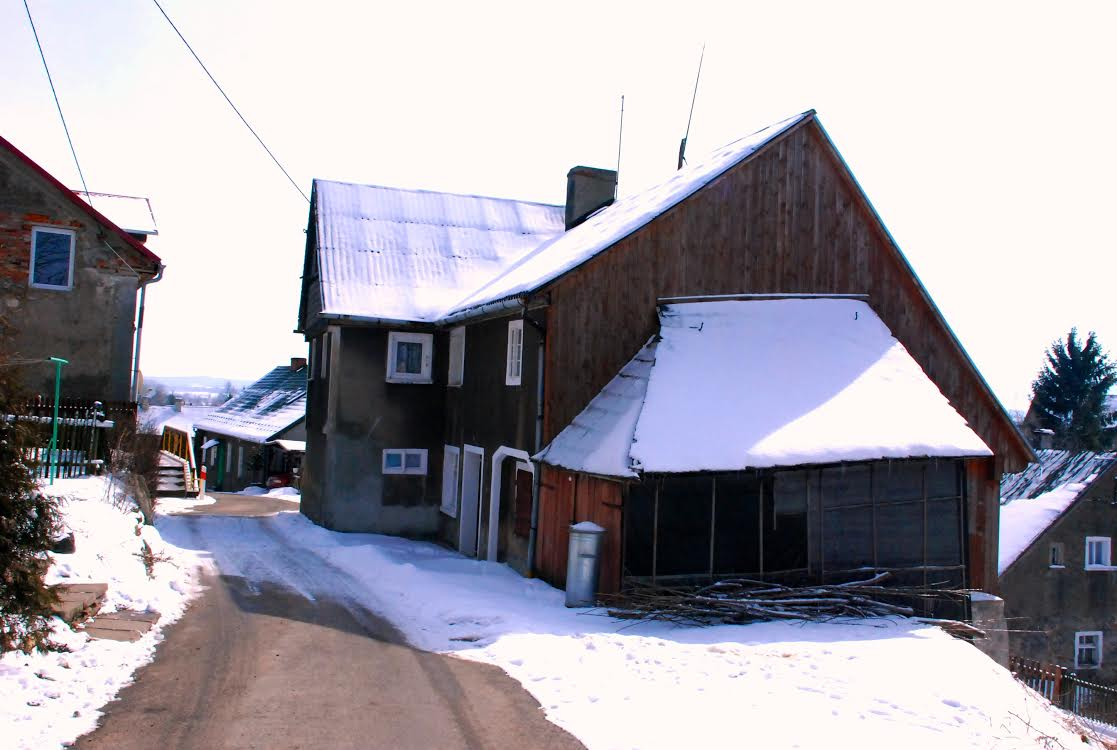
Najstarszy dom przysłupowy